# ژان-پیر داراس
ژان-پیِر داراس (فرانسوی: Jean-Pierre Darras‎؛ ‏ ۲۶ نوامبر ۱۹۲۷ – ۵ ژوئیهٔ ۱۹۹۹) بازیگر و کارگردان فیلم اهل فرانسه بود.
از فیلم‌ها یا برنامه‌های تلویزیونی که وی در آن نقش داشته‌است، می‌توان به خالکوبی، پدر پرافتخار من، سه مرد برای کشتن، یک دنیای تازه، برای پنهان کردن یک پلیس، پیردختر و حلقه ازدواج اشاره کرد.